# Sans aucun remords (film)
Pour les articles homonymes, voir Sans aucun remords.
Pour plus de détails, voir Fiche technique et Distribution.
Sans aucun remords (Without Remorse) est un film d'action américain réalisé par Stefano Sollima, sorti en 2021. Il s'agit d'une adaptation du roman du même nom de Tom Clancy (1993). C'est le cinquième film adaptant un roman de Tom Clancy (le film The Ryan Initiative n'étant pas une adaptation directe, de même que la série télévisée Jack Ryan).
Le film revient sur les origines de John Clark, ici, portant encore son vrai nom, John Kelly, un personnage apparu dans plusieurs romans de l'auteur depuis Le Cardinal du Kremlin (1988). Paramount Pictures devait initialement le distribuer au cinéma mais, en raison de la pandémie de Covid-19, Amazon Studios le diffuse sur sa plateforme sur Prime Video.

## Synopsis
John Kelly est membre des SEAL, sous les ordres du lieutenant commander (capitaine de corvette) Karen Greer (nièce de James Greer). Son unité est déployée en Syrie et collabore avec l'agent Robert Ritter de la CIA pour libérer un autre agent retenu prisonnier par les forces syriennes. Mais au cours de la mission, ils tombent sur une cache d'armes défendue par des combattants russes et éliminent tout le monde. Trois mois plus tard, les membres du commando ayant participé à la mission en Syrie sont abattus par des soldats russes, qui assassinent la femme enceinte de John Kelly, lequel n'échappe que de justesse à la mort. Après s'être rétabli, il rejoint Greer et Ritter pour traquer les responsables, et découvre un complot international menaçant de déclencher une guerre totale entre la Russie et les États-Unis.

## Fiche technique
- Titre original complet : Tom Clancy's Without Remorse
- Titre français : Sans aucun remords
- Réalisation : Stefano Sollima
- Scénario : Taylor Sheridan et Will Staples, d'après le roman Sans aucun remords de Tom Clancy
- Musique : Jón Þór Birgisson
- Photographie : Philippe Rousselot
- Montage : Matthew Newman
- Production : Akiva Goldsman, Michael B. Jordan, Josh Appelbaum et André Nemec
- Sociétés de production : Paramount Pictures, Skydance Media, Weed Road Pictures, Outlier Society, New Republic Pictures et Midnight Radio Productions
- Société de distribution : Amazon Studios
- Pays d'origine :  États-Unis
- Langues originales : anglais et russe
- Format : couleur - 2.35:1
- Genre : action, espionnage, thriller
- Durée : 110 minutes
- Date de sortie :
  - Monde : 30 avril 2021 (Prime Video)

## Distribution
- Michael B. Jordan (VF : Jean-Baptiste Anoumon) : le premier maître John Kelly
- Jodie Turner-Smith (VF : Corinne Wellong) : la lieutenant-commandant Karen Greer
- Jamie Bell (VF : Donald Reignoux) : l'agent de la CIA Robert Ritter
- Guy Pearce (VF : Boris Rehlinger) : le secrétaire à la défense Thomas Clay
- Lauren London (VF : Véronick Sévère) : Pam Kelly
- Jacob Scipio (VF : Kévin Goffette) : Hatchet
- Todd Lasance : Dallas
- Jack Kesy (VF : Jérôme Pauwels) : Thunder
- Lucy Russell : la directrice de la CIA Sarah Dillard
- Cam Gigandet : Keith Webb
- Luke Mitchell : Rowdy King
- Artjom Gilz (de) : Artem
- Brett Gelman (VF : Gilduin Tissier) : Viktor Rykov
- Merab Ninidze (VF : Miglen Mirtchev) : Andre Vaseliev
- Alexander Mercury (en) : Oleksiy
- Colman Domingo (VF : Frantz Confiac) : le pasteur West

 Source et légende : version française (VF) sur RS Doublage et selon le carton du doublage français télévisé.

## Production

### Genèse, développement et attribution des rôles
Peu après la publication du roman Sans aucun remords (Without Remorse, 1993) de Tom Clancy, Savoy Pictures en acquiert les droits pour en faire un film pour 2,5 millions de dollars. Le rôle principal de John Clark est proposé à Keanu Reeves, qui refuse. Initialement prévu pour 1995, le projet ne se concrétise pas. John Milius rejoint ensuite la production pour écrire et réaliser le film, en étroite collaboration avec Tom Clancy. Variety révèlera que Laurence Fishburne et Gary Sinise ont un temps été attachés au projet, mais le film ne se fait pas en raison de problèmes de script et des soucis financiers de la société de production. Le projet reste alors en « development hell » jusqu'à l'arrivée de Christopher McQuarrie comme réalisateur et avec le soutien de Paramount Pictures. Tom Hardy est approché pour le rôle de John Clark alors que Kevin Costner doit reprendre son personnage de William Harper apparu dans une autre adaptation de Tom Clancy, The Ryan Initiative (2014), mais cette idée de scénario ne sera pas conservée.
En 2017, Akiva Goldsman signe avec Paramount pour produire un autre projet avec John Clark et cette fois basé sur Rainbow Six.
En septembre 2018, Michael B. Jordan est annoncé dans le rôle de John Clark pour deux films : celui-ci et Rainbow Six. En décembre, Stefano Sollima est engagé pour réaliser le film.
En janvier 2019, Variety annonce que le scénario va être retravaillé par Taylor Sheridan. En septembre et octobre, la distribution se complète avec les arrivées de Jamie Bell, Jodie Turner-Smith, Luke Mitchell, Cam Gigandet, Jack Kesy ou encore Todd Lasance,,,,.

### Tournage
Le tournage a lieu à Berlin, le 25 octobre 2019, ainsi qu'à Washington, D.C., notamment au rond-point Dupont et à Los Angeles pour quelques séquences.

## Accueil

### Sortie
Le 18 septembre 2020, le film devait initialement sortir en salles aux États-Unis, distribué par Paramount Pictures. En raison de la pandémie de Covid-19, la sortie est repoussée au 2 octobre, puis à nouveau au 26 février 2021. En juillet, Amazon Studios entre en négociation pour distribuer le film sur sa plateforme Prime Video. En novembre 2020, Paramount retire ensuite officiellement le film de son calendrier de sorties. Amazon annonce l'arrivée du film sur Prime Video avec une publicité avec Alexa lors du Super Bowl LV. Il sort donc en vidéo à la demande le 30 avril 2021.